# Đồng Bục
Đồng Bục là một xã thuộc huyện Lộc Bình, tỉnh Lạng Sơn, Việt Nam.
Xã Đồng Bục có diện tích 9,63 km², dân số năm 1999 là 3.153 người, mật độ dân số đạt 327 người/km².
Theo thống kê năm 2019, xã Đồng Bục có diện tích 9,63 km², dân số là 3.607 người, mật độ dân số đạt 375 người/km².